# Bystrzyca koło Lublina
Bystrzyca koło Lublina – stacja kolejowa we wsi Niemce, w powiecie lubelskim, w województwie lubelskim, położona w km 94,471 na linii kolejowej nr 30.

## Ruch pasażerski
Stacja znajduje się o w odległości około 2,5 km od centrum miejscowości.
Dobowa wymiana pasażerska oraz miejsce w rankingu ogólnopolskim:
| Rok  | Ilość pasażerów | Miejsce w Polsce |
| ---- | --------------- | ---------------- |
| 2017 | 20-49           | 1610             |
| 2018 | 20-49           | 1777             |
| 2019 | 20-49           | 1864             |
| 2020 | 10-19           | 1869             |
| 2021 | 10-19           | 1909             |
| 2022 | 20-49           | 1987             |
| 2023 | 20-49           | 2191             |

Stacja została zamknięta dla ruchu pasażerskiego 3 kwietnia 2000 roku. Od 2 kwietnia 2013 roku ponownie zatrzymywały się tu składy regionalne Lubartów – Lublin, od 30 września 2013 roku Parczew – Lublin, a od 28 czerwca 2024 roku Łuków – Lublin.
Stacja Bystrzyca od 2017 roku jest zdalnie sterowana z LCS Lubartów. Na stacji zabudowano semafory świetlne, elektryczne napędy zwrotnicowe, tarcze manewrowe oraz kontenery zawierające urządzenia SRK.
7 czerwca 2020 roku w pobliżu stacji doszło do wykolejenia pociągu towarowego, który nie przewoził żadnego ładunku. W zdarzeniu nikt nie ucierpiał, jednak tor został uszkodzony.
W listopadzie 2023 roku na stacji oddano do użytku nowy dwustumetrowy dwukrawędziowy peron o wysokości 760 mm. Oświetlony jest latarniami LED, został w pełni dostosowany do potrzeb osób niepełnosprawnych, wyposażony jest w 2 przeszkolone wiaty, ławki, śmietniki oraz gabloty z rozkładem jazdy. Przy wejściu od strony nieczynnego dworca znajdują się stojaki na rowery. Parking samochodowy zlokalizowany jest przed budynkiem.